# Chastel Blanc
Chastel Blanc (Arabisch: برج صافيتا, Burj Safita) is een burcht in Safita (Syrië). Tijdens de eerste kruistochten maakte de regio deel uit van het gebied van de graaf van Tripoli. Het kasteel werd vermoedelijk in het begin van de twaalfde eeuw gebouwd ter verdediging van Tartous. De vesting werd ingenomen en verwoest door Nur ad-Din in 1167. In 1188 werd ze bezet door de Tempeliers en herbouwd; ze werd veroverd en vernietigd door Baibars in 1271. De donjon is het enige resterende deel van de vesting. Deze donjon, in Romaanse stijl is thans nog altijd in gebruik en wel als oosters-orthodoxe kerk, gewijd aan Sint Michaël. Op het dak heeft men een prachtig uitzicht over de omgeving. De Krak des Chevaliers - in vogelvlucht 15 km verwijderd - is bij helder weer zichtbaar. Via vuursignalen konden eertijds berichten doorgegeven worden tussen het Chastel Blanc en de Krak.

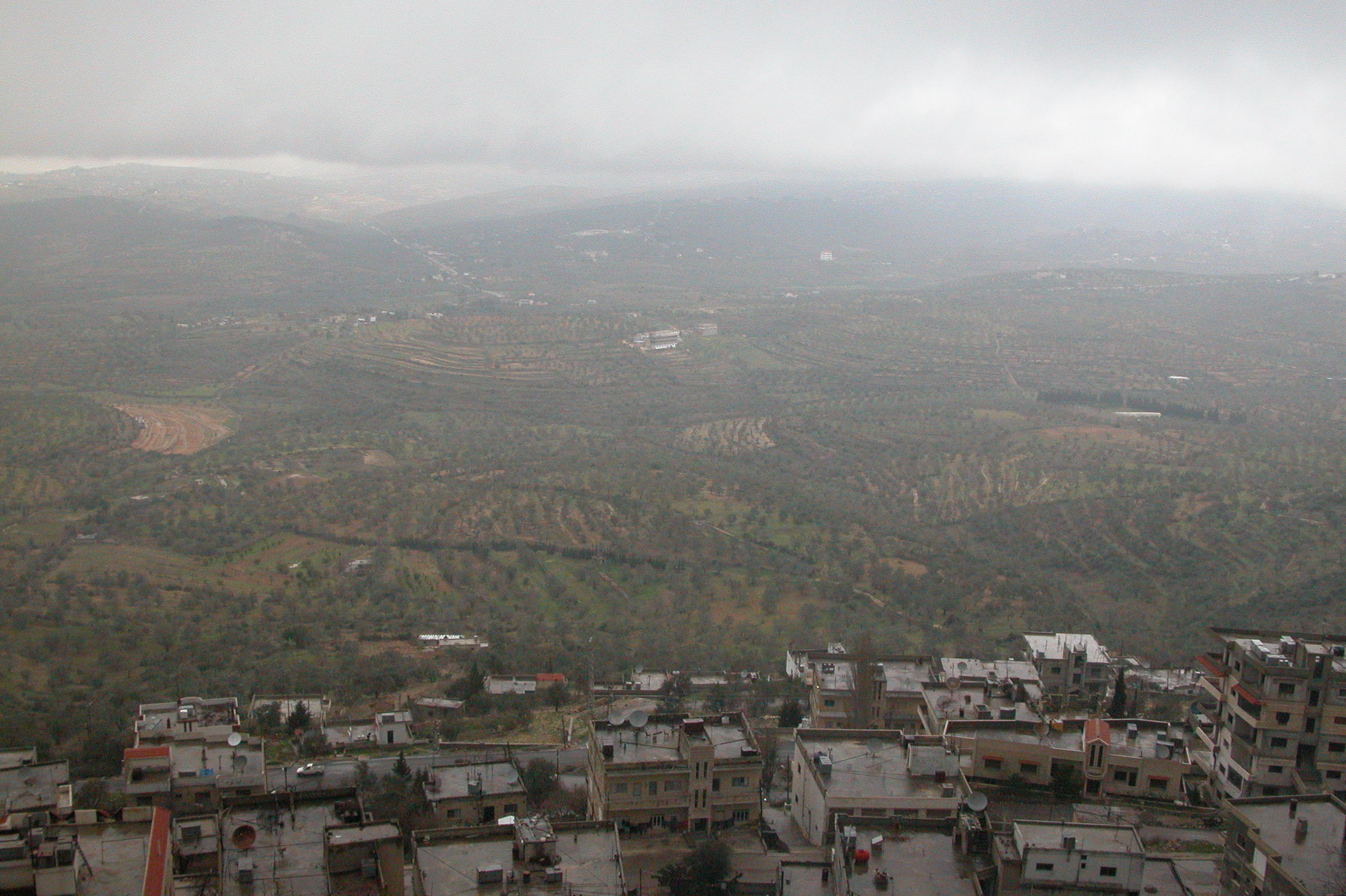
Zicht vanuit het Chastel Blanc
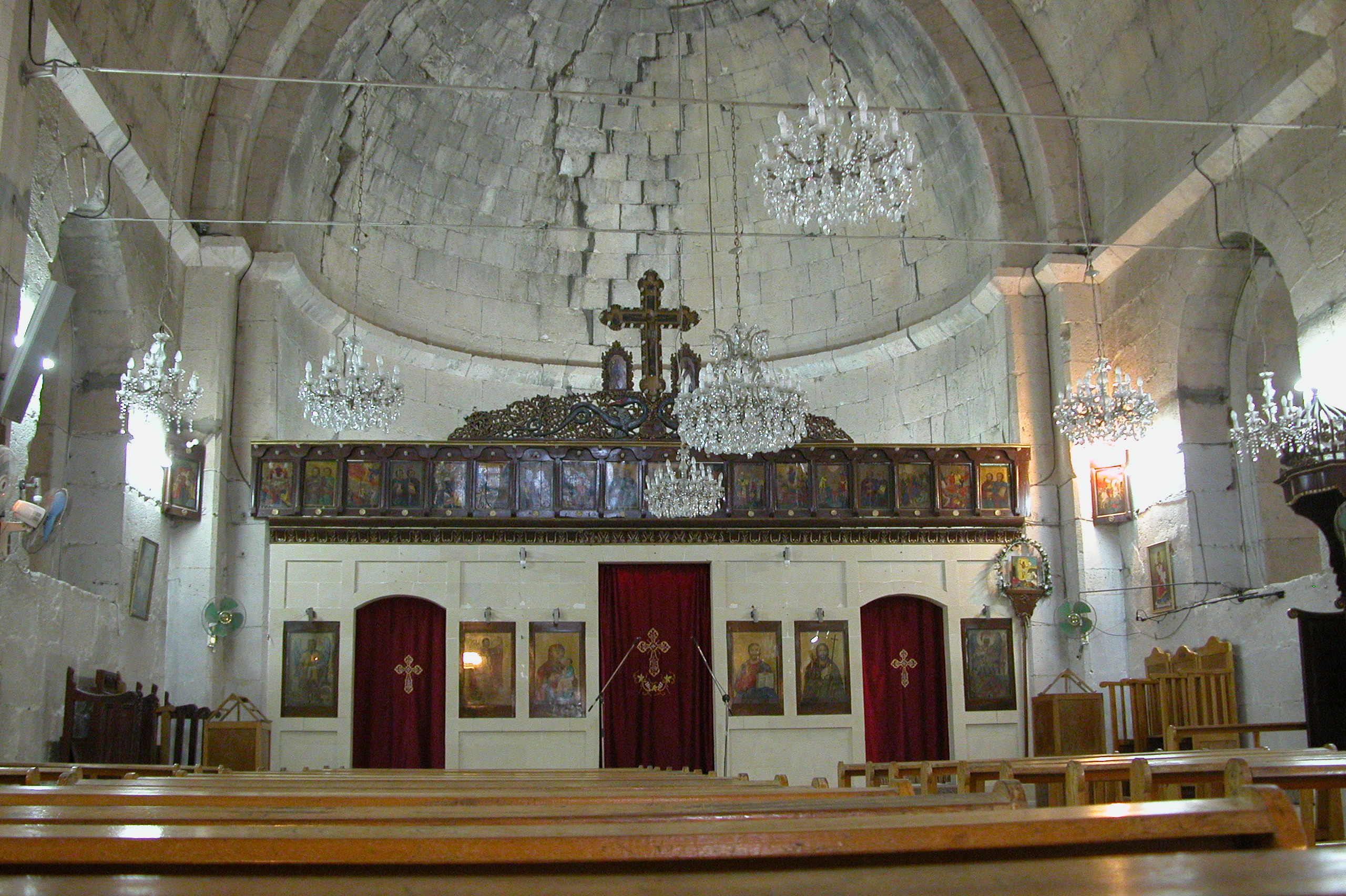
Interieur Sint-Michaël kerk